# Christo

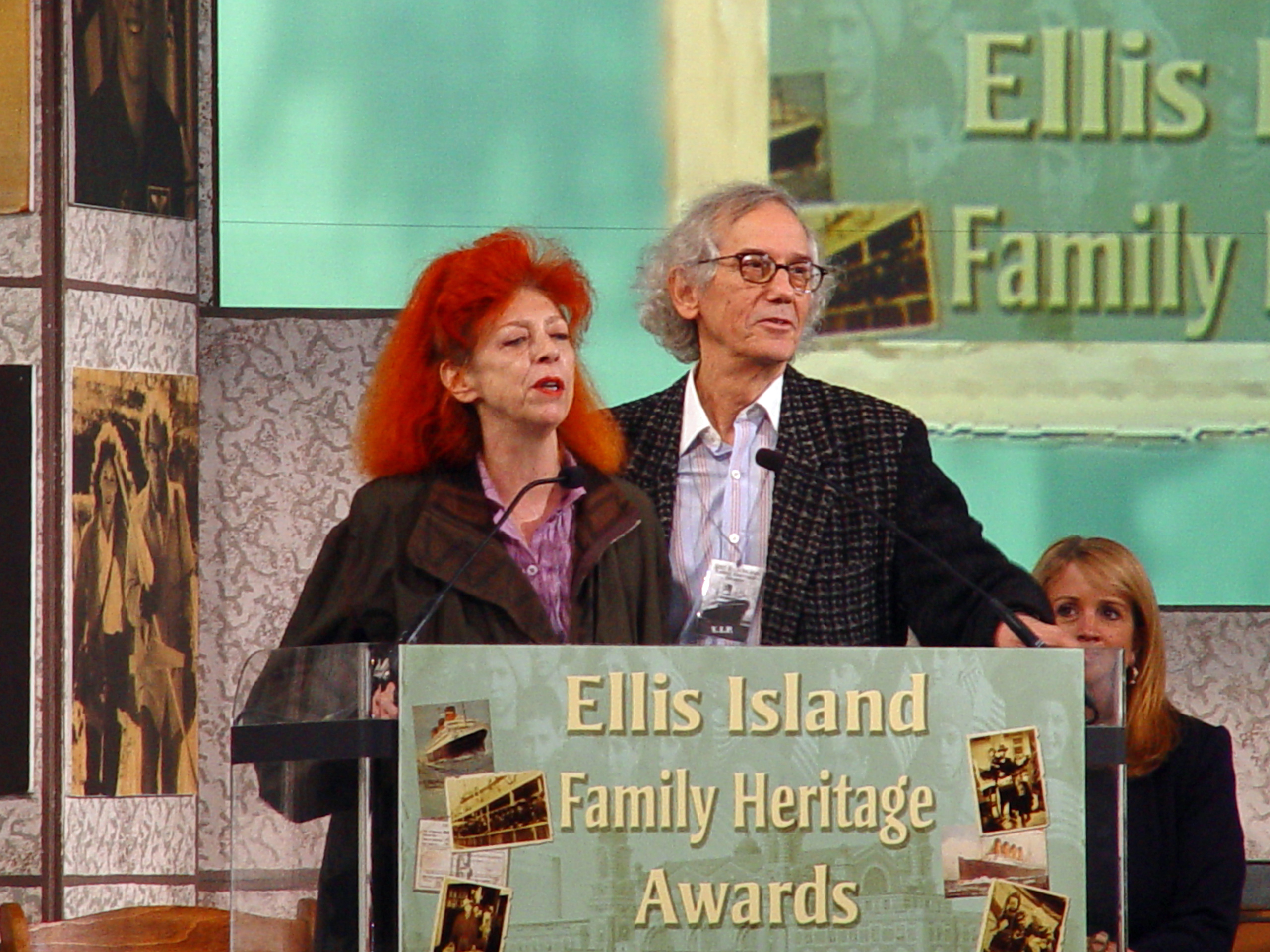
Christo en Jeanne-Claude tijdens de uitreiking van de Ellis Island Family Heritage Awards

Christo Vladimirov Javacheff (Bulgaars: Христо Владимиров Явашев) (Gabrovo, 13 juni 1935 – New York, 31 mei 2020) of kortweg Christo was een Bulgaars-Amerikaans architect, beeldhouwer, installatiekunstenaar, schilder en tekenaar. Hij is vooral bekend vanwege zijn 'inpakkunst', die in nauwe samenwerking met zijn vrouw, Jeanne-Claude Denat de Guillebon, ontstond.

## Levensloop

### Beginjaren
Hij werd geboren in Gabrovo in Bulgarije. Zijn vader, Vladimir Javacheff, was wetenschapper. Zijn moeder, Tsveta Dimitrova, was als secretaresse verbonden aan de kunstacademie van Sofia. De kunstenaars die bij zijn moeder op bezoek kwamen ontdekten het artistieke talent van de jonge Christo.
Christo's overgrootvader was Friedrich Fischer, deze stuurde zijn zoon (de grootvader van Christo) Vitus Fischer naar Bulgarije om daar een kogellagerfabriek op te richten. Deze fabriek ging failliet omdat er een ongeluk gebeurde waarbij veertien doden vielen en omdat er in het agrarische Bulgarije nauwelijks markt was voor de kogellagers. Vitus Fischer nam toen de naam aan van Dimitri Javacheff (de naam van een van de verongelukte arbeiders) en ging als een gewone Bulgaar werken in een zuivelfabriek. De zoon van Dimitri Vladimir Javacheff, de vader van Christo, was een succesvolle maar arme wetenschapper. Christo werd zich in de jaren 1970 bewust van zijn Duitse voorouder en kreeg alsnog 49% van de erfenis van Friedrich Fischer. Deze erfenis is gegeven aan goede doelen.
Van 1952 tot 1956 studeerde Christo aan de kunstacademie in Sofia. Daarna studeerde hij een jaar in Praag. In 1957 vluchtte hij naar Oostenrijk. Hier studeerde hij aan de Akademie der bildenden Künste Wien. Vanuit Wenen ging hij na korte tijd naar Genève en Parijs. In Parijs leefde hij een armoedig en geïsoleerd leven als portretschilder. Hij raakte geïnspireerd door de werken van Joan Miró, Nicolas de Staël, Jackson Pollock, Jean Tinguely en vooral ook Jean Dubuffet. In Parijs had hij (zonder er zich bij aan te sluiten) nauwe banden met de nouveau réalistes.

### Carrière
In januari 1958 maakte hij zijn eerste 'inpakkunst'. Bij deze eerste kunstvoorwerpen werd het verpakkingsmateriaal geschilderd of anderszins bewerkt. Vanaf 1959 liet hij het verpakkingsmateriaal onveranderd. Dieter Rosenkranz kocht enkele van deze eerste werken en bracht Christo in contact met Yves Klein en de kunsthistoricus Pierre Restany.
Christo werkte vanuit de Verenigde Staten altijd samen met zijn vrouw. Christo en Jeanne-Claude vonden het als kunstenaars belangrijk dat zij samen genoemd worden. In de praktijk werkte Jeanne-Claude meer als de public relations manager en zorgde ze voor de praktische logistiek terwijl Christo meer werkte aan het creatieve proces. Hij tekent de voorontwerpen die ook verkocht worden om de projecten te financieren. Alle beslissingen zowel de creatieve als de logistieke, werden door Christo en Jeanne-Claude samen genomen. Verder dan de kunstenaars die conceptuele kunst brengen waarbij het bij een concept blijft, hebben Christo en Jeanne-Claude hun ideeën werkelijk uitgevoerd. We zouden het landschapskunstwerken kunnen noemen waarbij het landschap zowel stedelijk als landelijk kan zijn.
De kunstzinnige strategie van Christo en Jeanne-Claude was om grote opvallende bouwwerken of landschappen met stof tijdelijk 'aan te kleden'. Het inpakken van gebouwen of objecten leidt tot de abstractie van deze onderwerpen. Voorbeelden van dit soort werk zijn de Pont Neuf in Parijs (1985), de Rijksdag in Berlijn (1995). In het Central Park in New York voerden zij een kunstproject uit in 2004.
Voor Christo en Jeanne-Claude was het zeer belangrijk dat de werken toegankelijk zijn voor het grote publiek. Meestal kost het veel overtuigingskracht en duurt het lange tijd voordat een gepland project daadwerkelijk uitgevoerd kan worden. Voor de uitvoering van hun projecten maakten ze gebruik van een grote groep medewerkers. Het resultaat van hun werk is puur esthetisch bedoeld en heeft tot doel de mensen 'met andere ogen' te laten kijken naar de omgeving.
Christo en Jeanne-Claude financierden de projecten, die erg kostbaar zijn om uit te voeren, enkel met de verkoop van tekeningen, voorontwerpen en vroeger werk, bijvoorbeeld ingepakte voorwerpen. Zij weigerden elke vorm van sponsoring. Ook werden alle "vrijwilligers" die meewerkten aan de projecten betaald. ‘Wij verkopen alles wat we hebben, maar houden er zelf niets aan over. Zo zijn we aan niemand verantwoording schuldig’, zei Jeanne-Claude op een persconferentie naar aanleiding van de opening van de Gates.
In september 2021 werd de Arc de Triomphe in Parijs ingepakt, tekeningen voor dit project werden in 1962 al op papier gezet. Eigenlijk zou dit al in 2020 gebeuren, maar werd door de coronacrisis uitgesteld. Door het overlijden van Christo werd het project postuum uitgevoerd door zijn neef Vladimir Javacheff.

### Privéleven
In oktober 1958 ontmoette Christo Jeanne-Claude Denat de Guillebon, met wie hij 28 november 1962 trouwde. 11 mei 1960 werd hun zoon Cyril geboren. Vanaf februari 1964 woonden Christo en Jeanne-Claude in de Verenigde Staten. Christo werd in 1973 Amerikaans staatsburger, Jeanne-Claude volgde in 1984, maar behield ook haar Franse paspoort. Op 18 november 2009 overleed Jeanne-Claude in een New Yorks ziekenhuis aan complicaties bij een hersenaneurysma.
Christo overleed op 31 mei 2020 op 84-jarige leeftijd.

## Werken
- DOCKSIDE PACKAGES, COLOGNE HARBOR, 1961[9]
- Wall of Oil Barrels, Iron Curtain, Rue Visconti, Paris, 1962[10]
- Wrapped Fountain and Wrapped Tower Spoleto, Italy 1968[11]
- Wrapped Kunshalle, Bern, Switzerland 1967-68[12]
- 200,000 Cubic Feet Package[13]
- Museum of Contemporary Art, Chicago, Wrapped and Wrapped Floor and Stairway Chicago, 1968-69[14]
- Wrapped Coast, Little Bay, Australia 1968-69[15]
- Wrapped MonumentsMilano, Italy 1970[16]
- Valley Curtain, Rifle, Colorado 1970-72[17]
- The Wall, Wrapped Romasn Wall Via Veneto and Villa Borghese Rome, Italy 1974[18]
- Running Fence Marin and Sonoma Counties, California 1972-76[19]
- Wrapped Walk Ways, Loose Park, Kansas City, 1977-78[20]
- Surrounded Islands, Miami, Florida, 1980-83[21]
- THE PONT NEUF WRAPPED: Paris 1975-85[22]
- The Umbrellas Japan - U.S.A. 1975-85[23] een project waarbij 1340 gele paraplu’s in Californië en 1760 blauwe paraplu’s in Japan werden geplaatst. Totale kosten 26 miljoen dollar[24]
- Wrapped Reichstag®, Berlin 1971-95[25]
- The Wall - 13,000 Oil Barrels Gasometer, Oberhausen, Germany 1999[26]
- Wrapped Trees, Switzerland 1999[27]
- The Gates, Central Park, New York City, 1979-2005[28] Dit was een project bestaande uit 7503 poorten van vijf meter hoogte, met oranje lappen stof, die 37 km aan voetpad overspanden.[29] Het werk was aanwezig van 12 tot 28 februari 2005. Het kostte 21 miljoen dollar. De voorbereiding duurde 26 jaar. Er waren 4 miljoen bezoekers. Het heeft de stad New York naar schatting 254 miljoen dollar aan extra inkomsten opgeleverd.[30]
- ING-kantoor in Sofia. Ter gelegenheid van het tienjarig bestaan van de ING-bank in Bulgarije heeft Christo het hoofdkantoor in oranje doeken ingepakt.[31][32]
- Wrapped Motorcycle/Sidecar, Project for Harley-Davidson 1933 VL Model, 1997[33]
- The Floating Piers, Lago Iseo, 2016[34][35]
- The Mastaba, Londen, 2018[36][37]
- Two Lower Manhattan Wrapped Buildings, Project for New York City

## Postuum werk
- L'Arc de Triomphe, Wrapped, 2021[5]

## Geplande werken
- OVER THE RIVER, PROJECT FOR THE ARKANSAS RIVER, STATE OF COLORADO.[38] Dit is een project dat nog in de voorbereidingsfase verkeert. Het is de bedoeling dat de rivier de Arkansas in de staat Colorado over een traject van ongeveer 10 km wordt overspannen met doorzichtige stof. De stof komt 3 tot 7 meter boven de rivier te hangen. Bezoekers kunnen het kunstwerk bezichtigen vanaf een weg die langs de rivier loopt maar kunnen ook in een kano onder de stof door varen.[39]
- THE MASTABA: Project for The United Arab Emirates.[40] Een 150 meter hoge afgeknotte piramide van meer dan 300.000 geel-oranje gekleurde olievaten. Dit project zou betaald worden door de regering van de Verenigde Arabische Emiraten en daarmee dus het eerste gesponsorde werk zijn. In tegenstelling tot hun andere werken wordt dit een blijvende structuur[41]

Dit kunstwerk zou hem zo'n 260 miljoen euro kosten. Hij hoopt aan deze enorme som geld te raken door een deel van zijn vroegere kunstwerken te verkopen.
Wanneer Christo zijn ambitieuze plan zal realiseren, schrijft hij twee records op zijn naam. Hij zal dan de grootste piramide ter wereld (de piramide van Gizeh is 147 meter hoog) gebouwd hebben en het duurste kunstwerk ooit gemaakt hebben.

## Werken in Nederland aanwezig
- Shirt wrapped on Tailor Mannequin, 1958. Sculptuur. Rotterdam, Museum Boijmans Van Beuningen.[43]
- Packed Arm Chair 1964-1965[44]
- Double show window 1965[45]
- Double show window 1965 - 1966[46]
- 56 barrels,[47] een structuur in het Kröller-Muller museum uit 1966 bestaande uit 56 staande en liggende olievaten moest in 1977 geheel opnieuw gemaakt worden.[48]
- Four Barrels 1969[49]
- 380 Wrapped Trees (Project for Avenue des Champs-Èlysèes and Rond Point in Paris), 1969. Collage. Rotterdam, Museum Boijmans Van Beuningen.
- Two Lower Manhattan Wrapped Buildings (Project for New York City). Lithografie.

## Christo gerelateerde (kunst)werken
- Genpei Akasegawa uit Japan begon al enkele jaren eerder dan Christo met inpakkunst[50]
- Gebouwen die worden verbouwd, gerenoveerd, gezandstraald worden vaak omgeven door steigers die aan de buitenzijde worden afgeschermd met doeken. Hierdoor lijken deze gebouwen op kunstwerken van Christo.[51] Het Berlaymont-gebouw van de Europese Unie werd "ingepakt" om astbestvervuiling tegen te gaan.[52] Een voorbeeld bij het Centraal Station van Amsterdam.[53]
- Ter promotie van de Europese verkiezingen van 2004 werden de toren van de Beurs van Berlage en de Perstoren van de Tweede Kamer "ingepakt".[54]
- Theu Boermans gebruikte in het toneelstuk "Een samenzwering voor idioten" in pantystof ingepakte meubels[55]
- Marsel Pott verpakte meubels in plakband[56]
- Geoff Hargadon maakte samen met zijn vrouw een "mini-Gates" thuis als protest en satire op het Central Park Project[57]
- Er is een voorstel gedaan om Paleis Soestdijk in te pakken als een Christo-kunstwerk[58]
- Bellingwedde in Groningen wilde een soort Running-Fence laten maken om Duitse windmolens uit het zicht te hebben[59]